# Безумный день, или Женитьба Фигаро (спектакль)
«Безу́мный день, или Жени́тьба Фигаро́» — спектакль Московского театра сатиры по пьесе Бомарше «Безумный день, или Женитьба Фигаро» с Андреем Мироновым в главной роли.
Премьера спектакля состоялась 4 апреля 1969 года. В 1974 году спектакль был записан для телевидения, премьера телеверсии состоялась 29 апреля 1974 года. (Часть первая  — 1:34:57; часть вторая  — 1:15:02).

## Сюжет
В комедии Бомарше соблюдены обязательные для классицизма три единства: места, времени и действия. Все события разворачиваются в течение одного дня в поместье графа Альмавивы, и все они связаны с решением слуги графа, Фигаро, жениться на Сюзанне — горничной графини Розины. Между тем к Сюзанне неравнодушен граф, давно охладевший к своей супруге (на которой женился хитростью с помощью Фигаро, см. первую пьесу из трилогии). После женитьбы на Розине он отменил феодальное право первой ночи, но ничто не мешает ему добиваться «добровольного» согласия девушки, тем более что в его власти расстроить помолвку. Свадьбе пытается помешать и влюблённая в Фигаро немолодая экономка Марселина: когда-то Фигаро взял у неё деньги под расписку, в которой обещал выплатить долг или жениться. Судебная тяжба Фигаро с Марселиной заканчивается неожиданно: по медальону, который подкидыш Фигаро всегда носил на груди, Марселина опознаёт в нём своего сына. Фигаро пытается отвлечь сластолюбивого Альмавиву от Сюзанны, заставив его заподозрить в неверности собственную супругу и ревновать её к пажу Керубино. Но графу никакая ревность не мешает продолжать ухаживания за служанкой. Тем временем Розина и Сюзанна разыгрывают собственную партию, и в конце концов сам Фигаро перестаёт понимать, что происходит: он узнаёт о том, что его Сюзанна назначила графу свидание ночью в саду, но не знает, что на свидание вместо Сюзанны пришла Розина.

## Постановка
Идея о постановке спектакля пришла в голову Плучека в 1968 году. Предыдущий раз пьесу в Москве ставил 40 годами ранее Станиславский во МХАТе.
Валентин Плучек будет вспоминать об обстоятельствах замысла спектакля: «Когда я ставил „Фигаро“, как раз был период, начавшийся ещё с 50-х годов, с английских „сердитых молодых людей“ („Оглянись во гневе“ Осборна). Тип молодого циника, скептика с сигаретой в углу рта вошёл в моду: отцы его обманули, революция тоже, и так далее. <…> Помню, был такой случай. Мы с одним знакомым, отдыхая в Рузе, шли по лесу и спорили о чём-то, да так страстно, что чуть не разругались. Разгорячившиеся, продолжая спор, мы вошли в кафе под названием „Уголёк“, решив там выпить и кончить словесную дуэль. Входим с криком, с шумом, доругиваясь, а там уже сидят студенты, мальчики и девочки, у них каникулы. И все такие тихие-тихие, вялые-вялые, едва роняют слова… Мы попали в чужой мир. И мне вдруг показалось, что нужен какой-то совсем другой герой — герой активный, который на интригу отвечает действием, на издевательство умом, хитростью, как Фигаро!»

### Подготовка постановки
Татьяна Егорова в книге «Андрей Миронов и я» пишет, что труппа театра в тот момент, однако, была слаба и не имела достаточного количества артистов, чтобы составить ансамбль Миронову, который жаловался: «Труппа театра Сатиры на сегодня — ветхая, сплошь гербарий, и её, труппу, надо обновлять». Тогда возникла идея перетащить в Театр Валентина Гафта, Александра Ширвиндта и Зиновия Высоковского.
Егорова, негативно оценивающая Плучека, пишет: «Неуёмный Гафт, как гончая, носился по Москве в поисках решения „Фигаро“. И нашёл! „Я нашёл! — заявил он на репетиции. — В школе-студии МХАТ играют дипломный спектакль с таким же названием. Срочно надо идти смотреть!“ <…> Пока студенты озорно разыгрывают комедию Бомарше, Гафт страстно и интригабельно нашёптывает свои соображения [Плу]Чеку. <…> В студенческом спектакле пьеса была умно и сильно сокращена, в чём была её ценность, и [Плу]Чек не преминул воспользоваться плодами чужих трудов».
Роль Розины у Плучека могла получить будущая жена Миронова Екатерина Градова (игравшая Розину в этом студенческом спектакле), однако она предпочла театр им. Маяковского. Валентина Шарыкина год репетировала роль Сюзанны, по её словам, Миронов не смог с ней установить психологический контакт «влюблённости», и попросил Плучека снять её с этой роли, заменив на Егорову, в которую то время был влюблён. Шарыкина так и не вышла в этой роли, и годами играла одну из крестьянок. Егорова же пишет, что Шарыкина была любовницей Плучека, а с роли Сюзанны режиссёр её снял, послушавшись советов Гафта. В итоге роль досталась Нине Корниенко, которая будет играть её до самого конца (и тоже станет возлюбленной Миронова; Егорова о ней скажет: «она из множества всех его женщин любила его без требований и без претензий и всегда заполняла паузы его неустроенной жизни»).
Художник Валерий Левенталь создал декорации, вдохновившись серебряными сахарницами. Левон Оганезов вспоминает, что зрителей поражал живой оркестр, игравший Моцарта, это сразу задавало настроение. Миронов был единственным в спектакле, не носившим парик. Для него было сделано три «испанских» костюма с курточкой-фигаро: утренний, дневной и вечерний — белый, красный и чёрный. Они были обшиты маленькими зеркальцами, которыми он пускал солнечных зайчиков в зрительный зал. Чёрный костюм, который был на нём в момент смерти, выставлен в Музее-квартире актёрской семьи М. В., А. А. Мироновых — А. С. Менакера (Москва, Малый Власьевский переулок, д. 7, кв. 8). Красный костюм был в 2018 году был подарен театру им. А. Миронова артистом А. Олешко.

### Премьера
Премьера спектакля состоялась на сцене Театра Сатиры 4 апреля 1969 года, и он стал пользоваться громадным успехом. «Аншлаг был такой же фантастический, как несколькими месяцами ранее на „Доходном месте“. А ведь два этих спектакля практически ничего не связывало: „Место“ прятало в себе фигу в кармане, а „Фигаро“ было всего лишь красивой и невинной шуткой. Многие актёры, занятые в спектакле, даже роптали: дескать, другие театры ставят что-то актуальное, а мы сваяли развлекуху из французской жизни XVIII века». 14 апреля в «Вечерней Москве» появилась одна из первых рецензий на спектакль «Женитьба Фигаро», принадлежащая перу В. Фролова. Рецензия была положительная. Отзываясь об исполнителе роли Фигаро, рецензент писал: «Фигаро А. Миронова весел, неисчерпаем на выдумку, но он не шут, не забавник из водевиля…».
«Спектакль имел успех. На фоне серой, бетонной жизни советского народа на сцене театра Сатиры вызывающе благоухали писанные художником Левенталем розы. Музыка Моцарта, как диссидент, звала к высшей свободе, к счастью, за границу обыденности, и два актёра — Миронов и Гафт, облачённые в великолепные костюмы, блестяще разыгрывали на сцене вечную тему — Власть и Художник, Талант и Бездарность». «Спектакль начинался с ноты совершенно неожиданной, кажется даже — невозможной, — писал критик Констатнин Рудницкий. — Сцена открывается сразу во всей своей немыслимой красоте: тускло поблёскивает старое серебро декораций, над ними — пышный и сладостный букет алых роз, звучит музыка, нежная и кокетливая, и персонажи в серебристых ливреях с белым и чёрным шитьём церемонно занимают свои места, приготовясь к выходу главного героя. Он, впрочем, не выходит, его плавно вывозит на сцену выдвижная площадка, один из лакеев подаёт ему розу, и герой грациозный, галантный, в глубокой задумчивости вдыхает её аромат». Критики хвалили оформление постановки: «На сцене царит рококо — настоящее, а не то, которое высмеяла наша критика, знавшая об этом стиле только то, что он выражает дворянски-крепостническое мировоззрение». Хвалили и костюмы, созданные модельером Вячеславом Зайцевым.

### Двое Альмавив и единственный Фигаро
Первоначально в спектакле роль Альмавивы играл Валентин Гафт, и его комедийный дуэт с Мироновым приводил зрителей в восхищение. Однако после скандала с режиссёром («Вы никакой не граф. По сцене ходит урка!» — орал Плучек), Гафт уволился, этот блестящий тандем просуществовал всего 8 месяцев. Его сменил Ширвиндт, которого привёл сам Миронов. Критики писали о смене исполнителя второй главной роли: «Отношения между графом и Фигаро во многом зависели от исполнителя роли графа. В. Гафт неуклюже двигался, глупо таращил глаза и с трудом доходил до смысла интриги Фигаро. Тогда диалоги соперников носили характер корриды. С приходом в спектакль другого актёра всё изменилось». Вера Васильева вспоминает о рисунке роли графа Гафта: «Он задумал графа совсем по-другому. Он ничего „графского“ в нём не хотел. Он хотел сделать мужика — мужика страстного, злого, и очень открытого темперамента».
Новый дуэт оказался совсем другим: «В отношениях графа — А. Ширвиндта и Фигаро — А. Миронова, как и во всём спектакле, властвует этика маскарада. Роскошный, уставший от излишеств духа и плоти, граф держится за свою очередную любовную прихоть больше от скуки, чем от чувственных побуждений. Его развлекает волнение, сопровождающее интригу, и о серьёзной борьбе за Сюзанну и речи нет. Соперники кружат друг вокруг друга, ловят на любом неточном слове. Никто из них серьёзно не закричит на другого, не схватит за шиворот, не припрёт к стене. Правила свято соблюдаются: до тех пор, пока не сорвана маска противника, игра продолжается».

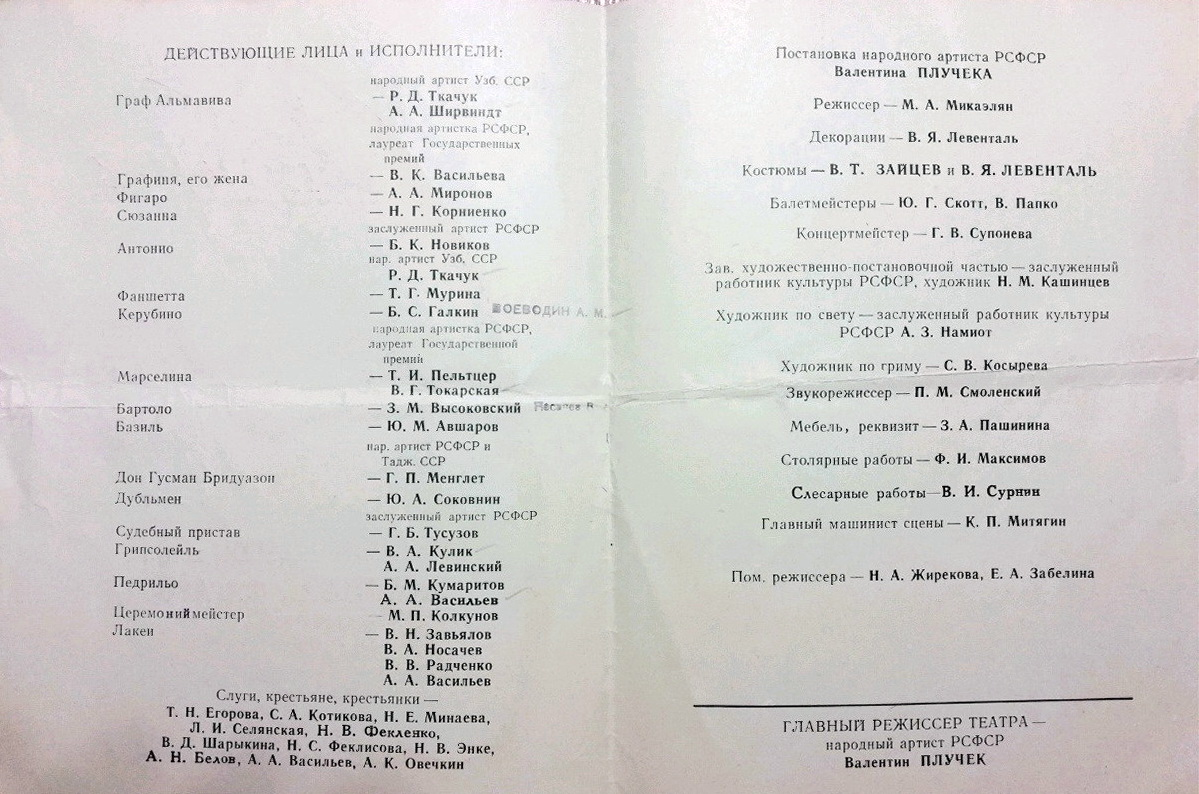
Программка театрального спектакля

По воспоминаниям Егоровой, ввод Ширвиндта в спектакль сперва был провалом: «Наконец, после множества репетиций для Ширвиндта наступил экзамен — спектакль „Фигаро“. <…> Через три часа, в конце действия, все поняли:  Ширвиндт — Граф в спектакле „Фигаро“ с треском провалился. — Провал! Провал! Он же бездарен! Разве можно сравнить с Гафтом? Это какая-то сопля на плетне! <…> На сцене он был ленив, вял, произносил текст как будто делал кому-то одолжение, в отличие от стремительного, дерзкого, умного Гафта. Да что сравнивать! Худсовет во главе с Чеком молчал. Чек звенел ключами, и решение снять Ширвиндта с этой роли висело в воздухе. Но если Ширвиндт не очень умно выглядел на сцене — в жизни, вне сцены, он взял реванш. После спектакля он немедленно пригласил к себе домой в высотный сталинский дом (стиль „ампир“) на Котельнической набережной избранных из театра на банкет». По утверждению Егоровой, Ширвиндта в тот момент спасли только подлизывания к жене режиссёра. Однако со временем ситуация улучшилась: «Прошло время, Ширвиндт  "обнаглел" на сцене в роли Графа, и эта наглость в сочетании с микеланджеловской красотой стала приниматься зрителем». В итоге Ширвиндт остался в этой роли до конца. Сам он вспоминает, что его ввели в спектакль после 3 репетиций, и первый спектакль оказался катастрофой.
Критики того времени отмечали: «Плучек не делал Фигаро представителем третьего сословия, скорее, это был дворянин, может быть, из обедневшего рода, но, несомненно, человек с чувством собственного достоинства. <…> Тот и другой [граф и слуга] сталкивались в спектакле не как два класса, а как два взгляда на мир. <…> Текст Бомарше никто не менял, вообще Плучек грубой аллюзионностью не увлекался».
Но всё, в первую очередь, конечно, держалось на игре Фигаро. Как писали критики того времени: «Андрею Миронову, актёру очень конкретному, не склонному к абстракциям, иногда, кажется, тяжёл бывает излишний блеск и внесоциальность царящей вокруг атмосферы, и тогда в спектакле нечаянно появляется другой Фигаро. Этот другой Фигаро — менее стилен, менее выглажен, нет той внутренней элитарности, на которую намекает спектакль, но зато он живее, человечнее, узнаваемее, демократичней, наконец. Такое наличие в спектакле как бы двух Фигаро не даёт ему выигрыша в художественной целостности, но, как ни странно, сообщает ему часть той живой теплоты, которой лишены бывают совершенные и безупречные с точки зрения формы стилизаторские постановки».
Выпуск «Фигаро» совпал с премьерой кинокомедии «Бриллиантовая рука», что способствовало росту популярности Миронова. Егорова передаёт мнение одного из друзей Миронова о значении успеха пьесы: «И „Бриллиантовая рука“, и „Фигаро“ в какой-то степени помогли ему — мать насторожилась и перестала временно третировать его — он взял высоту, выпрыгнув из круга эстрадной жизни. И у него появилась своя воля». Бывшая возлюбленная артиста характеризует его отношение к постановке: «Этот спектакль был самой любимой иллюзией Андрея, в которую он с наслаждением нырял и чувствовал себя в полной безопасности и был там счастливым победителем. Он сверкал своими зеркальцами, нашитыми на костюме, пускал „зайчиков“ в зал, под музыку Моцарта стремительно летал по сцене, наизусть зная свою жизнь в этом спектакле, и — прекрасный озорной конец. На сцене, в его любимой иллюзии, было ярко, светло, и его обожали зрители. А жизнь пугала своей неизвестностью, с неуверенным и медиумическим характером он боялся каждого нового часа, каждого нового дня».

### Дальнейшая история
В 1973 году спектакль был записан для телевидения (премьера телеверсии состоялась 29 апреля 1974 года).
Спектакль годами являлся одной из легенд Театра сатиры. Помимо Миронова и Ширвиндта, которые всегда играли главные роли, в театре старались не менять и других исполнителей, из опасений нарушить сложившийся ансамбль, например, Воеводин играл Керубино уже практически сорокалетним.
Он шёл на сцене театра 18 лет, до смерти Миронова, когда 14 августа 1987 года во время гастролей театра в Риге, не доиграв финальную сцену именно из этого спектакля, потерял сознание на фразе: «Теперь она оказывает предпочтение мне…» — а спустя два дня скончался от инсульта.

## Действующие лица и исполнители
| Роль                                       | Телеверсия                                                                                        | Также на сцене |
| ------------------------------------------ | ------------------------------------------------------------------------------------------------- | --- |
| Граф Альмавива                             | Александр Ширвиндт                                                                                | Валентин Гафт (премьера спектакля), Роман Ткачук                                                                       |
| Графиня Розина, его жена                   | Вера Васильева                                                                                    | Валентина Шарыкина (сыграла на 13-м году постановки)                                                                   |
| Фигаро                                     | Андрей Миронов                                                                                    | |
| Сюзанна, горничная Розины и невеста Фигаро | Нина Корниенко                                                                                    | В. Д. Шарыкина, Л. И. Селянская                                                                                        |
| Марселина, экономка Бартоло                | Татьяна Пельтцер                                                                                  | Валентина Токарская, Ольга Аросева, Надежда Каратаева, Зоя Зелинская                                                   |
| Керубино, паж Альмавивы                    | Александр Воеводин                                                                                | Борис Галкин (премьера спектакля), К. А. Хачатурян                                                                     |
| Фаншетта                                   | Тамара Мурина                                                                                     | Б. И. Захарова |
| Антонио, графский садовник                 | Роман Ткачук                                                                                      | Борис Новиков |
| Бартоло, доктор из Севильи                 | Зиновий Высоковский                                                                               | |
| Базиль                                     | Юрий Авшаров                                                                                      | |
| Дон Гусман Бридуазон                       | Георгий Менглет                                                                                   | |
| Дубльмен                                   | Юрий Соковнин                                                                                     | |
| Грипсолейль, судебный пристав              | Владимир Кулик                                                                                    | Алексей Левинский |
| 2-й судебный пристав                       | Георгий Тусузов                                                                                   | |
| Педрильо                                   | Борис Кумаритов                                                                                   | Анатолий Васильев |
| Крестьянин                                 | Александр Пятков                                                                                  | |
| Церемонимейстер                            |                                                                                                   | М. П. Колкунов |
| Лакеи                                      |                                                                                                   | В. Н. Завьялов, В. А. Носачев, В. В. Радченко, А. А. Васильев                                                          |
| Слуги, крестьяне, крестьянки               | Татьяна Егорова, Валентина Шарыкина, Любовь Фруктина, Нина Феклисова, Татьяна Лебедькова и другие | С. А. Котикова, Н. Е. Минаева, Л. И. Селянская, Н. В. Фекленко, Н. В. Энке, А. Н. Белов, А. А. Васильев, А. К. Овечкин |

## Создатели спектакля
- Режиссёр-постановщик — Валентин Плучек
- Режиссёр — М. А. Микаэлян
- Художник — Валерий Левенталь
- Костюмы — Вячеслав Зайцев, Валерий Левенталь
- Балетмейстеры — Ю. Г. Скотт, В. Папко
- Грим — Т. Климанова
- Музыка из произведений Моцарта, Боккерини
- Дирижёр — А. Кремер

### Создатели телеверсии
- Режиссёр — Владимир Храмов
- Главный оператор — Г. Криницкий
- Звукооператор — В. Зосимович
- Монтажёры — Н. Будник, Г. Илюхина
- Редактор — В. Розина
- Директор картины — В. Вершинский

## Песни
- Песня Фигаро и девушек в честь графа: «Невесты младые и вы, женихи…»
- Романс Керубино: «Погибну я, любя»
- Песня Фигаро: «Некий муж за святость брака, / Чтоб с женой не вышло зла, / Им огромная собака / Приобретена была. / Нынче ночью шум и драка / Еле ноги этот пес / От любовника унес». (1 куплет)
- Песня деревенских девушек: «Мы сегодня рано встали, лишь взошел на землю свет…»
- Финальная песня (всей труппой): «Некий муж за святость брака» (много куплетов)

## Документальные фильмы
- Телеканал «Москва-24» (2018): «„Тайны кино“: „Безумный день, или Женитьба Фигаро“» (youtube)